# Frank Overton

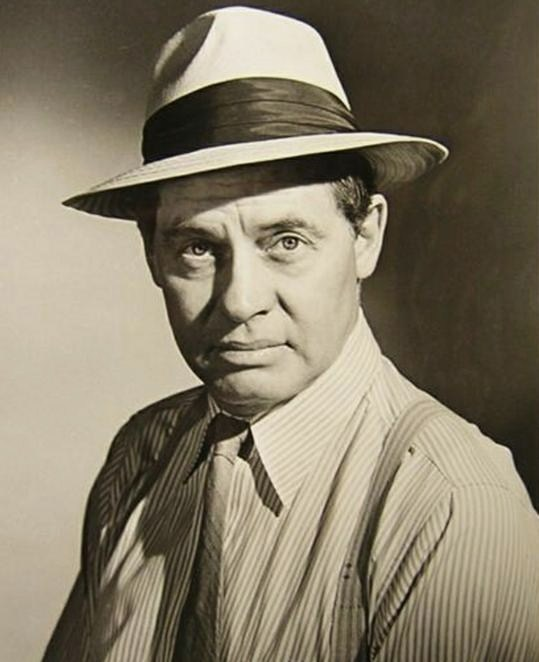
Frank Overton (1960er)

Frank Emmons Overton (* 12. März 1918 in Babylon, New York; † 24. April 1967 in Pacific Palisades, Los Angeles, Kalifornien) war ein US-amerikanischer Schauspieler.

## Leben
Frank Overton begann mit der Schauspielerei kurz nach seinem Collegeabschluss. Sein Broadwaydebüt gab er am 14. März 1944 in dem Theaterstück Jacobowsky and the Colonel. Seit Anfang der 1950er Jahre war er regelmäßig im Fernsehen und beim Film zu sehen. So war er in Filmen wie Das Leben ist Lüge, Wer die Nachtigall stört und Angriffsziel Moskau zu sehen. Außerdem spielte er in Fernsehserien wie Perry Mason, Bonanza und Die Leute von der Shiloh Ranch mit. Sein letzter großer Serienauftrat war als Elias Sandoval in Falsche Paradiese, der 24. Folge der 1. Staffel von Raumschiff Enterprise. Die Folge wurde einen Monat vor seinem Tod ausgestrahlt.
Am 24. April 1967 starb Overton überraschend im Alter von 49 Jahren an einem Herzinfarkt. Er wurde im Hollywood Forever Cemetery beigesetzt. Seine Witwe, die Schauspielerin Phyllis Hill, mit der er einen gemeinsamen Sohn hatte, starb 1993 und liegt seitdem neben ihm begraben.

## Filmografie (Auswahl)
| Film - 1950: Der Haß ist blind (No Way Out) - 1950: Die Tote in den Dünen (Mystery Street) - 1957: Rächer der Enterbten (The True Story of Jesse James) - 1958: Begierde unter Ulmen (Desire Under the Elms) - 1958: Das Leben ist Lüge (Lonelyhearts) - 1959: Eine Meile Angst (The Last Mile) - 1960: Das Dunkel am Ende der Treppe (The Dark at the Top of the Stairs) - 1961: Claudelle und ihre Liebhaber (Claudelle Inglish) - 1961: Die gnadenlosen Vier (Posse from Hell) - 1962: Wer die Nachtigall stört (To Kill a Mockingbird) - 1964: Angriffsziel Moskau (Fail-Safe) | Serie - 1953–1955: The Philco Television Playhouse (sechs Folgen) - 1954–1959: Armstrong Circle Theatre (fünf Folgen) - 1954–1957: The United States Steel Hour (fünf Folgen) - 1960–1963: Route 66 (vier Folgen) - 1961–1963: Perry Mason (zwei Folgen) - 1961–1965: Preston & Preston (The Defenders, fünf Folgen) - 1962–1963: Am Fuß der blauen Berge (Laramie, zwei Folgen) - 1962–1967: Bonanza (zwei Folgen) - 1962–1967: Die Leute von der Shiloh Ranch (The Virginian, drei Folgen) - 1963: Auf der Flucht (The Fugitive) - 1964–1967: 12 O’Clock High (61 Folgen) - 1967: Raumschiff Enterprise (Star Trek, eine Folge) |